# Primatologie
La primatologie est la discipline qui étudie les espèces de l'ordre des Primates, c'est-à-dire les mammifères communément appelés singes, lémuriens, tarsiers, loris, ainsi que l'espèce humaine et ses ancêtres proches.

## Étymologie et définitions
Le terme « primatologie » n'apparait par écrit qu'en 1941 sous la plume de Theodore Cedric Ruch dans son ouvrage Bibliographia Primatologica.

### L'ordre des Primates
Le terme « primate », du latin primates (« premiers »), a été choisi par le père de la systématique moderne Carl von Linné pour désigner l'ordre de mammifères supérieurs dans lequel il classait l'être humain. En plus des singes et de lémuriens, Linné y ajoutait les chauve-souris. Par la suite, certains auteurs ont tenté d'y incorporer d'autres animaux au rang incertain, comme les dermoptères ou les toupayes. Malgré une histoire déjà ancienne et une composition relativement stable au cours du temps, l'ordre de Primates est plus compliqué à définir que beaucoup d'autres ordres de mammifères : en effet, nombre de leurs caractéristiques ne sont pas uniques et se retrouvent chez d'autres animaux. Ainsi, la délimitation de l'ordre se base plutôt sur un ensemble de traits distinctifs partagés, qui peuvent être observés indépendamment au sein d'autres ordres de mammifères.

## Histoire et développement
La primatologie n'a émergé en tant que discipline distincte au sein de la biologie que dans la deuxième moitié des années 1950. Même si l'Homme a toujours manifesté de l'intérêt pour ces animaux étrangement proches, les primates ont longtemps constitué une curiosité et un sujet d'amusement plus qu'un objet d'étude sérieuse.

## Champs d'études

### Primatologie culturelle
La culture a longtemps été considérée comme l'une des caractéristiques de la nature humaine. Le domaine de la primatologie culturelle est apparu comme un moyen d’enquêter sur les racines évolutives de la culture. Bien que l'étude de la transmission culturelle et de l’évolution des mécanismes d’apprentissage social ait été entreprise chez de nombreux animaux, les primates ont concentré l'essentiel des efforts de recherche.

### Paléoprimatologie
La paléoprimatologie est l'étude des primates fossiles dans le but de mieux comprendre leur histoire évolutive. Elle comprend la paléoanthropologie, ou paléontologie humaine.

### Conservation
La biologie de la conservation, appliquée aux primates, a pour but d’évaluer l’impact des activités humaines sur leur diversité biologique. Elle tente également d’analyser la résilience des populations de primates face aux transformations de leurs habitats et de mettre en place des mesures de restauration.

## Primatologues
Les primatologues sont des personnes spécialisées dans la science des primates.

### Firgures principales
- Louis Leakey
- Dian Fossey
- Birutė Galdikas
- Jane Goodall
- Frans de Waal
- Sabrina Krief
- Kinji Imanishi
- Jun'ichirō Itani
- Gladys Kalema-Zikusoka
- Shelly Masi

## Ressources académiques

### Centres de recherche
- Ménagerie de singes de Soukhoumi (ru), en Abkhazie. Fondée en 1927 (en URSS).
- Japan Monkey Centre, à Nagoya, Japon. Fondé en 1956.
- Duke Lemur Center, à Durham (Caroline du Nord), États-Unis. Fondé en 1966.
- Deutsches Primatenzentrum (de), à Göttingen, Allemagne. Fondé en 1977.
- Centre national de recherche sur les primates Yerkes

### Sociétés
- American Society of Primatologists (en)
- European Federation for Primatology (en)
- Société internationale de primatologie
- Société Francophone de Primatologie

### Revues
- American Journal of Primatology (en)
- Folia Primatologica (en)
- International Journal of Primatology (en)
- Journal of Human Evolution
- Primates (en)
- Journal of Medical Primatology
- Boletín de la Asociación Primatológica Española

#### Théâtre
- Zoo ou l'assassin philanthrope, pièce de théâtre de Vercors.